# Campeonato Europeu de Fórmula Dois
O Campeonato Europeu de Fórmula Dois foi uma categoria de corridas automobilísticas de Fórmula 2 que foi realizada entre 1967, e 1984. As corridas foram realizadas em toda a Europa, e foram disputadas tanto por pilotos com o objetivo de competir na Fórmula 1 no futuro, bem como os então atuais pilotos de Fórmula 1 que desejassem praticar. A competição foi sancionada pela Federação Internacional de Automobilismo (FIA).
A fim de evitar que a série categoria dominada por pilotos de Fórmula 1, o sistema de classificação foi introduzido onde pilotos de Fórmula 1 bem-sucedidos e os campeões de Fórmula 2 não eram elegíveis para marcar pontos se competissem numa rodada do Campeonato Europeu de Fórmula Dois.

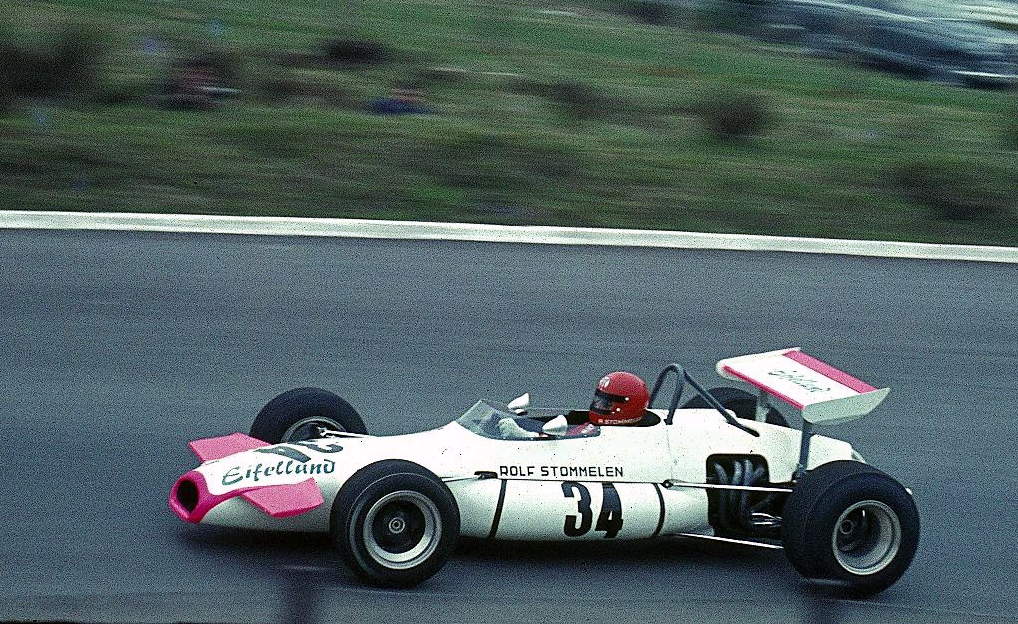
Rolf Stommelen em uma Brabham BT30 da Fórmula 2, em 1970.

No final da vida da competição, o número de participantes diminuiu e o interesse entrou em declínio e acabou sendo substituída pela categoria de Fórmula 3000 Internacional após a temporada de 1984.

## Campeões
| Temporada | Campeão               | Equipe campeã           | Carro                 |
| --------- | --------------------- | ----------------------- | --------------------- |
| 1967      | Jacky Ickx            | Tyrrell Racing          | Matra-Ford Cosworth   |
| 1968      | Jean-Pierre Beltoise  | Matra Sports            | Matra-Ford Cosworth   |
| 1969      | Johnny Servoz-Gavin   | Matra International     | Matra-Ford Cosworth   |
| 1970      | Clay Regazzoni        | Tecno Racing Team       | Tecno-Ford Cosworth   |
| 1971      | Ronnie Peterson       | March Engineering       | March-Ford Cosworth   |
| 1972      | Mike Hailwood         | Team Surtees            | Surtees-Ford Cosworth |
| 1973      | Jean-Pierre Jarier    | March Engineering       | March-BMW             |
| 1974      | Patrick Depailler     | March Engineering       | March-BMW             |
| 1975      | Jacques Laffite       | Ecurie Elf              | Martini-BMW           |
| 1976      | Jean-Pierre Jabouille | Equipe Elf              | Elf 2J-Renault        |
| 1977      | René Arnoux           | Ecurie Renault Elf      | Martini-Renault       |
| 1978      | Bruno Giacomelli      | Polifac BMW Junior Team | March-BMW             |
| 1979      | Marc Surer            | Polifac BMW Junior Team | March-BMW             |
| 1980      | Brian Henton          | Toleman Group           | Toleman-Hart          |
| 1981      | Geoff Lees            | Ralt Racing Ltd.        | Ralt-Honda            |
| 1982      | Corrado Fabi          | March Racing Ltd.       | March-BMW             |
| 1983      | Jonathan Palmer       | Ralt Racing Ltd.        | Ralt-Honda            |
| 1984      | Mike Thackwell        | Ralt Racing Ltd.        | Ralt-Honda            |